# نیترید منیزیم

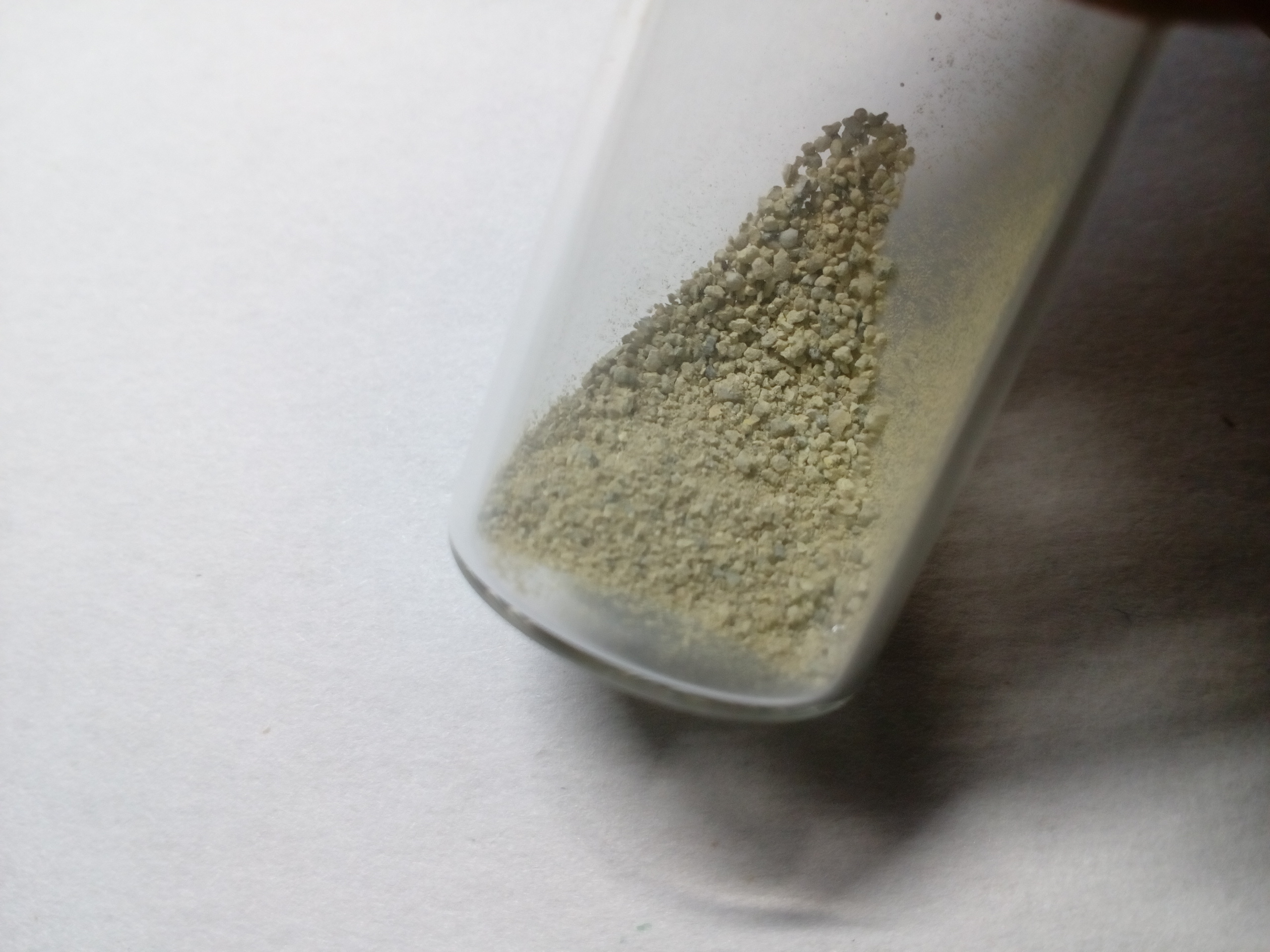
یک نمونه از منیزیم نیترید

نیترید منیزیم (به انگلیسی: Magnesium nitride) با فرمول شیمیایی Mg۳N۲ یک ترکیب شیمیایی با شناسه پاب‌کم ۱۶۲۱۲۶۸۲ است. که جرم مولی آن 100.9494 g/mol می‌باشد. شکل ظاهری این ترکیب، پودر زرد-سبز است.
پودر منیزیم نیترید به عنوان کاتالیزور جامد در واکنش های اتصال عرضی پلیمری و مواد ذخیره سازی هیدروژن شناخته شده و همچنین در ساخت آلیاژها و سرامیک های خاص کاربرد دارد.